# 哈尔滨兰格足球俱乐部
哈尔滨兰格足球俱乐部，是一家已经解散的中国职业足球俱乐部。球队成立于1996年，解散于2004年。球队是黑龙江省第一家职业足球俱乐部。

## 简介
1996年12月26日，哈尔滨兰格足球俱乐部成立，成为黑龙江省第一家职业足球俱乐部。
球队在1997年、1998年两次参加全国足球乙级联赛，都在乙级联赛北区出线，但冲甲未成。1998年乙级联赛结束后，俱乐部突然宣布解散一线队不再参加乙级联赛，成立兰格足校。
2002年哈尔滨兰格足球俱乐部重组一线队，主教练李应发，参加了乙级联赛获得冠军并升入甲B联赛。为黑龙江有史以来夺得第一个中国足球职业联赛乙级冠军。
2003年球队在最后一屇的甲B联赛中位列最后一名降入乙级联赛。
2004年2月，哈尔滨兰格俱乐部由于拖欠球员和教练2003赛季的工资，被中国足协勒令退出联赛，球队结果解散。

## 球队成绩
- 1997年:乙级联赛预赛未能出线。
- 1998年:乙级联赛打入八强。
- 2002年:乙级联赛冠军。
- 2003年:甲B联赛第14名。